# Сен-Ренан
Сен-Ренан (фр. Saint-Renan) — коммуна на северо-западе Франции, находится в регионе Бретань, департамент Финистер, округ Брест, центр одноименного кантона. Расположена в 13 км к северо-западу от Бреста.
Население (2019) — 8 163 человека. 

## История
Город назван в честь ирландского монаха Святого Ронана, который в V веке занимался распространением христианства в Бретани. В Средние Века, когда Брест был небольшой деревней, Сен-Ренан был процветающим городом. В 1276 году герцог Бретонский Жан I учредил здесь один из своих судов. До XVII века Сен-Ренан был местом проживания сенешаля, управлявшего окрестной территорией от имени сначала герцога, а затем короля Франции. В 1681 году король Людовик XIV перенес королевский суд в Брест, что привело к постепенном упадку Сен-Ренана.

## Достопримечательности
- Церковь Нотр-Дам XVIII-XIX веков
- Фахверковый дом Кардинал XVI века
- Дом Жерар XVI века

## Экономика
Структура занятости населения:
- сельское хозяйство — 3,4 %
- промышленность — 6,3 %
- строительство — 7,8 %
- торговля, транспорт и сфера услуг — 44,9 %
- государственные и муниципальные службы — 37,6 %

Уровень безработицы (2018) — 8,3 % (Франция в целом —  13,4 %, департамент Финистер — 12,1 %). 

Среднегодовой доход на 1 человека, евро (2018) — 23 670 (Франция в целом — 21 730, департамент Финистер — 21 970).

## Демография
Динамика численности населения, чел.

## Администрация
Пост мэра Сен-Ренана с 2014 года занимает Жиль Мунье (Gilles Mounier), член Совета департамента Финистер от кантона Сен-Ренан.  На муниципальных выборах 2020 года возглавляемый им правый блок победил в 1-м туре, получив 57,21 % голосов.
| Период | Период | Фамилия        | Партия                             | Примечания                                        |
| ------ | ------ | -------------- | ---------------------------------- | ------------------------------------------------- |
| 1965   | 1994   | Андре Шеминан  | Объединение в поддержку Республики | негоциант, член Генерального совета департамента  |
| 1994   | 2014   | Бернар Форишер | Разные правые                      | агротехник, член Генерального совета департамента |
| 2014   |        | Жиль Мунье     | Разные правые                      | инженер и фермер, член Совета департамента        |

## Культура
Раз в два года в середине июля в Сен-Ренане проходит средневековый фестиваль

## Галерея
- Церковь Нотр-Дам